# 井島
井島（いしま）は、瀬戸内海の直島諸島に位置する島のひとつである。島内には岡山県・香川県の県境が引かれており、岡山県側の地域は石島（読みは同じく「いしま」）と表記される。行政上は岡山県玉野市および香川県香川郡直島町に属する。郵便番号は706-0306。2015年（平成27年）1月時点で人口92人、2011年（平成23年）時点で38世帯は全て岡山県側に居住する。

## 地理

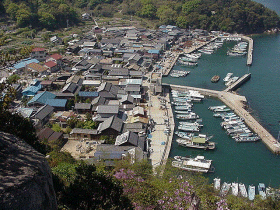
石島の集落。

玉野市胸上地区から南に5.2km、船で15分、宇野地区から東に5.2km、船で15分の海域に位置している。東端に戸尻鼻、西端にヘラガ崎と呼ばれる小さな岬があり、この岬を東西に結ぶ稜線に石島山がある。この稜線を境として、北側が岡山県、南側が香川県の行政区域となっているが、一部の県境はいまだ確定していない。有人島において島内に県境があることは、非常に珍しいことであるとされる。
岡山側の石島地域には人が居住しており、0.09km2の農地と0.02km2の宅地があるのに対し、香川県側の井島地域は岩がちな地形で、かつては石切り場があり、定住者も存在していたが、現在は無人となっている。

### 人口
島の人口は103人（2011年）で、人口構成としては半分以上が50歳以上で、高齢化が急速に進んでいる。
人口は緩やかな減少傾向にあり、少子高齢化も進んでいる。島の唯一の教育施設であった玉野市立胸上小学校石島分校には、最盛期の1959年（昭和34年）には69人の児童がいたが、その後児童数は緩やかに減少していった。2011年（平成23年）に最後の児童が卒業し、3月25日に休校となった。

## 歴史
井島南端の鞍掛ノ鼻、鞍掛ノ鼻に直交する尾根から鞍部には、旧石器時代〜縄文時代の遺跡である井島遺跡がある。1951年（昭和26年）ごろ発見され、表面採集により石槍（尖頭器）、石鏃、大小のナイフ形石器、細石刃と細石核などが発見された。1954年（昭和29年）から1955年（昭和30年）にかけて行われた正式発掘調査では遺物包含層（花崗岩バイラン土）上層部（表土層）より細石器、石鏃、ナイフ形石器が出土し、下層部より小型ナイフ形石器が出土した。下層部では細石器関連遺物が出土しない状況から上層と下層が分離できると考えられ、これらはそれぞれ井島I型石器、井島II型石器と呼称された。井島I型石器は小型のナイフ形石器で、井島II型石器は片面に剥離面を残した船底型細石核と、そこから剥離した細石刃を主体とするもので、組み合わせ石器であると考えられている。井島遺跡は、西日本でも早い段階から調査された遺跡で、学史的にも著名である。これまで瀬戸内地域（特に島嶼部）では、土壌の関係で遺物の検出層準の情報不足が石器の編年を考えるにあたり問題になってきたが、近年の研究では、近畿地方西部の一括資料との比較などによって、井島遺跡で出土したナイフ形石器が一時期の所産である可能性が報告され、また、それらの時期もナイフ形石器文化終末期に位置づけられている。
井島遺跡では、これまで縄文時代の石器も採集、出土している。1957年（昭和32年）の段階では石鏃を中心に報告がなされていたが、近年ではこれらに加え、縄文時代草創期の所産である有茎尖頭器なども報告されており、瀬戸内地域における当該時期の遺跡分布を考えるうえで重要である。また、井島中央部西側に所在する大浦台地では、縄文時代早期を主体とする貝塚が発見され小規模な発掘調査がなされている。調査では、ヤマトシジミやカキなどの自然遺物のほかに、押型文（山形文・楕円文・無文）土器や石器などが出土した。瀬戸内海の成立に対応するように、汽水性の貝塚から鹹水性の貝塚へ変化することか知られており、ヤマトシジミとカキを伴う当該遺跡も縄文時代の海進を知るうえで重要な遺跡と評価できる。
鞍掛ノ鼻を中心とする舌状台地の西側には小さな砂浜が形成されており、ここからは縄文時代晩期の土器や、海水を煮詰めて塩を作るために使う製塩土器（古墳時代後期）や、焼け焦げた製塩炉跡などが発見されている。
また、古墳時代の遺跡としては、井島側に横穴式石室と周溝を伴う（一本松古墳）、箱式石棺が数基所在する（ナカ鼻古墳群）があり、石島側には、横穴式石室を伴う石島古墳群が所在する。
島の周辺は好漁場で古くから領有権争いが絶えず島内に県境があるのもその名残である（大槌島の島内にも岡山県と香川県の県境がある）。
1702年（元禄15年）に直島と胸上村との間で境界論争が発生し、幕府が石島山から東西に境界を引く形で、北部を胸上領、南部を直島領と決めた。その当時は井島は無人島だった。このあと胸上村から3人の農民が井島に行き、石島山の北の麓を開拓した。その後も胸上村数人が井島に移住し、開拓に関わった。またその間には爆発的な増加率で増え、1702年に数人であった人口が1742年（寛保2年）には56人にまで膨れあがっていた。
1983年（昭和58年）と1989年（平成元年）には島内を流れる石島川に、砂防ダムが完成。上水道として利用していたが、1996年（平成8年）の海底送水管の完成によって利用されなくなった。1895年（明治28年）に発生した火事では集落の多くが焼けたほか、1907年（明治40年）の火事では、家が8軒焼けている。2011年（平成23年）8月9日に発生した山火事は約73時間に渡って燃え続け、島の面積の約87%に当たる237haを焼いた。火災発生の夜に十数人のグループがバーベキューをしていたことが判明している。火事以降、植樹が行われた玉野市側の石島は、見事なまでに緑が復活しているが、香川県側の井島に於いては表土の流失、崩落が多く確認されるに至った。しかし、近年では火事の後などに植生しやすい、シダ、笹などが根付き、鞍掛鼻などを中心に緑が復活しつつある。

## 生活
本土からやや離れた海域にある小島という空間の制約のため、島内に形成されている社会は小規模なものだが、住民の大半が島内で生まれ育っており、ほぼ全住民が知人、親戚関係にあり、住民の間の結びつきは深いとされている。

### 交通
2015年（平成27年）3月より平日限定で、宇野港まで定員12名、電話予約制の定期便が運行している。2014年（平成26年）度までは本土胸上港に向かう1日2～3便のスクールボートが運行されており、これに島民が便乗することで「生活の足」ともなっていたが、島内唯一の男子生徒であった中学生が卒業するのに伴い廃止された。島民は、日用品の購入、医療などについて本土側の宇野地区周辺を活用しており、本土と密接な日常生活圏が形成されている状況にあるため、島外に出る頻度は高く、ほとんどの住民は島外への交通に自家用船を用いている。

### 産業・施設
2010年（平成22年）度の産業別就業者をみると、第1次産業が38人で約77.6%、第2次産業が1人で約2.0%、第3次産業が3人で約6.1%となっている。基幹産業は水産業であり、旧来より多くの住民が本土側の胸上漁協に所属し、沿岸漁業を展開しているが、漁獲高の減少とともに、漁業形態は1970年（昭和45年）に本格導入された海苔の養殖を中心とするものに変化している。業務状況としても、繁忙期（10月下旬～3月下旬）には島総出で従事しており、就業者数の割合は、底引き網漁などの漁船漁業と海苔養殖で概ね1：6となっている。住民の収入は、自然を利用した産業に依存しているため、天候などの要因に左右され、必ずしも安定した状況とはいえない。また、海苔養殖に要する機器などが非常に高額であるため、生産性向上への障害となっている。
住民活動の拠点施設としては、玉野市立東児市民センターの分館が設置されており、地区住民の集いの場として広く利用されている。

### その他
郵便については、委託による集配が行われているほか、電話・テレビについては、全世帯に普及している。インターネット利用の環境については、通信事業者での受信環境改善対策により、携帯電話の回線を利用した比較的高速なインターネットの利用が可能となった。携帯電話については、通信できない通信事業者が存在している。
生活用水については、1995年〜96年（平成7～8年）度にかけて海底送水管が敷設され、安定した水の供給が行われている。廃棄物処理については、可燃物は週2回、プラスチックは週1回、古紙は月2回、不燃物および粗大ごみは月1回の収集を行い、本土において処理している。し尿処理は、島内に配備されているバキュームカーで収集を行い、し尿運搬船を活用して、本土に持ち帰り処理されている。

## 島内

### 石島古墳
石島にある3つの横穴式古墳。6世紀から7世紀までの古墳の移り変わりを知ることができる重要な史跡である。
石島1号墳（一本松古墳）
島の西端県境に位置する円墳。墳丘の径は約13メートルで石室周辺を除いてほぼ原形を保つ。
石島2号墳
胸上小学校石島分校の西側にある円墳。墓地の作成のために大部分が破壊され、規模は分からなくなっている。
石島3号墳
集落東北の山頂にある。3つの横穴円墳の中では最古のもの。畑の開墾を理由に墳丘は壊されている。

### 石島弥生式集団墓
- 基本情報[20]
  - 所在地 : 石島戸尻鼻
  - 所有者 : 玉野市
  - 玉野市史跡指定年月日 : 1974年（昭和49年）12月20日

- 概要
  - 弥生時代の伸展葬後に目印として小石を並べて形成された古墳[20]
  - 島内にはシストと呼ばれる形式の古墳もあり、島内の古墳の推移を知る重要な遺跡[20]

### その他
てんま石
天狗山の下の岩場にてんま船の形をした岩があり、てんま石と呼ばれている。
鬼の手形
てんま石の近くにある海触岩。鬼の手形に似ていることから。別名、鬼の爪。
石島八十八ヶ所
主に県境沿いに石仏が分布している。

## ギャラリー

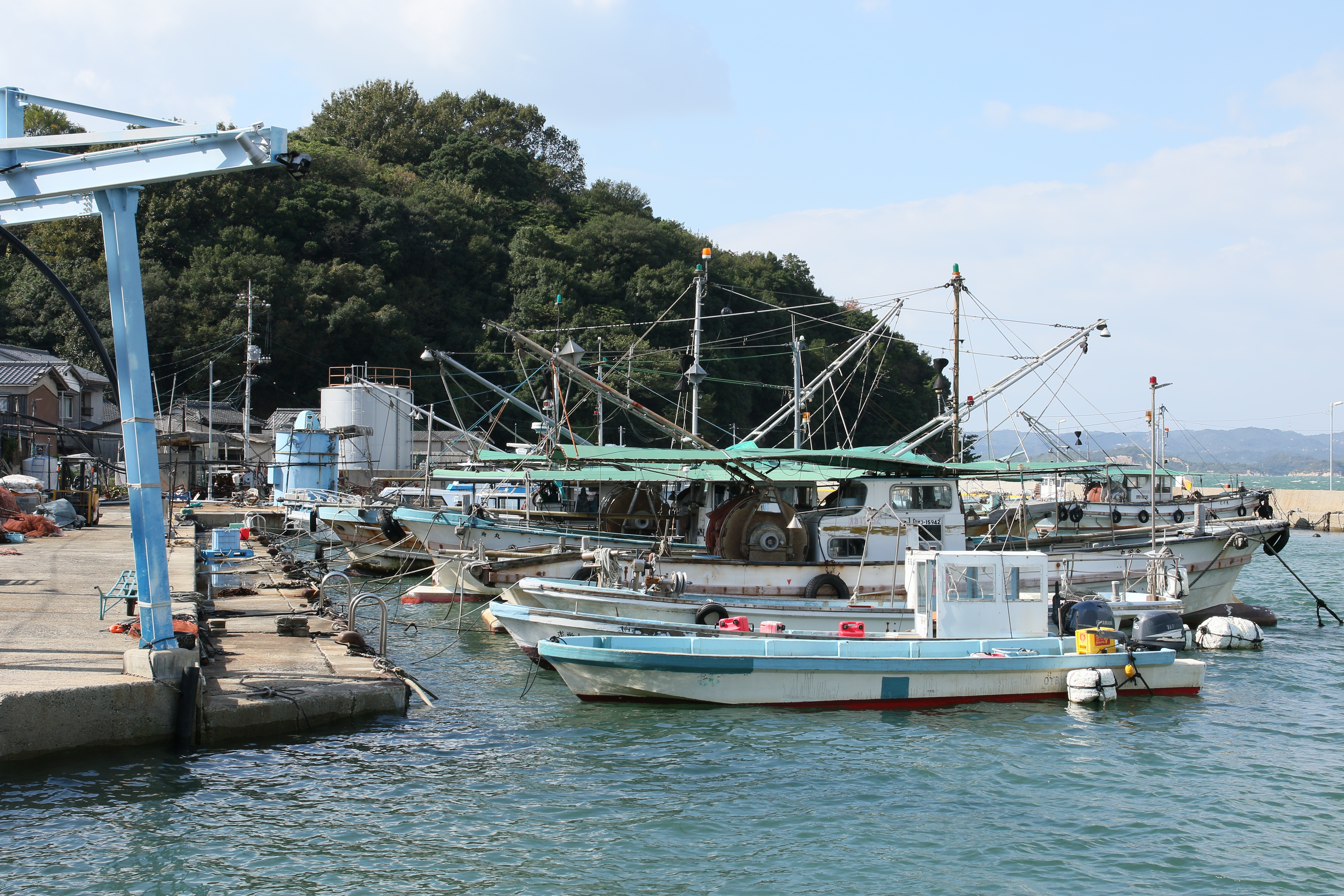
石島港
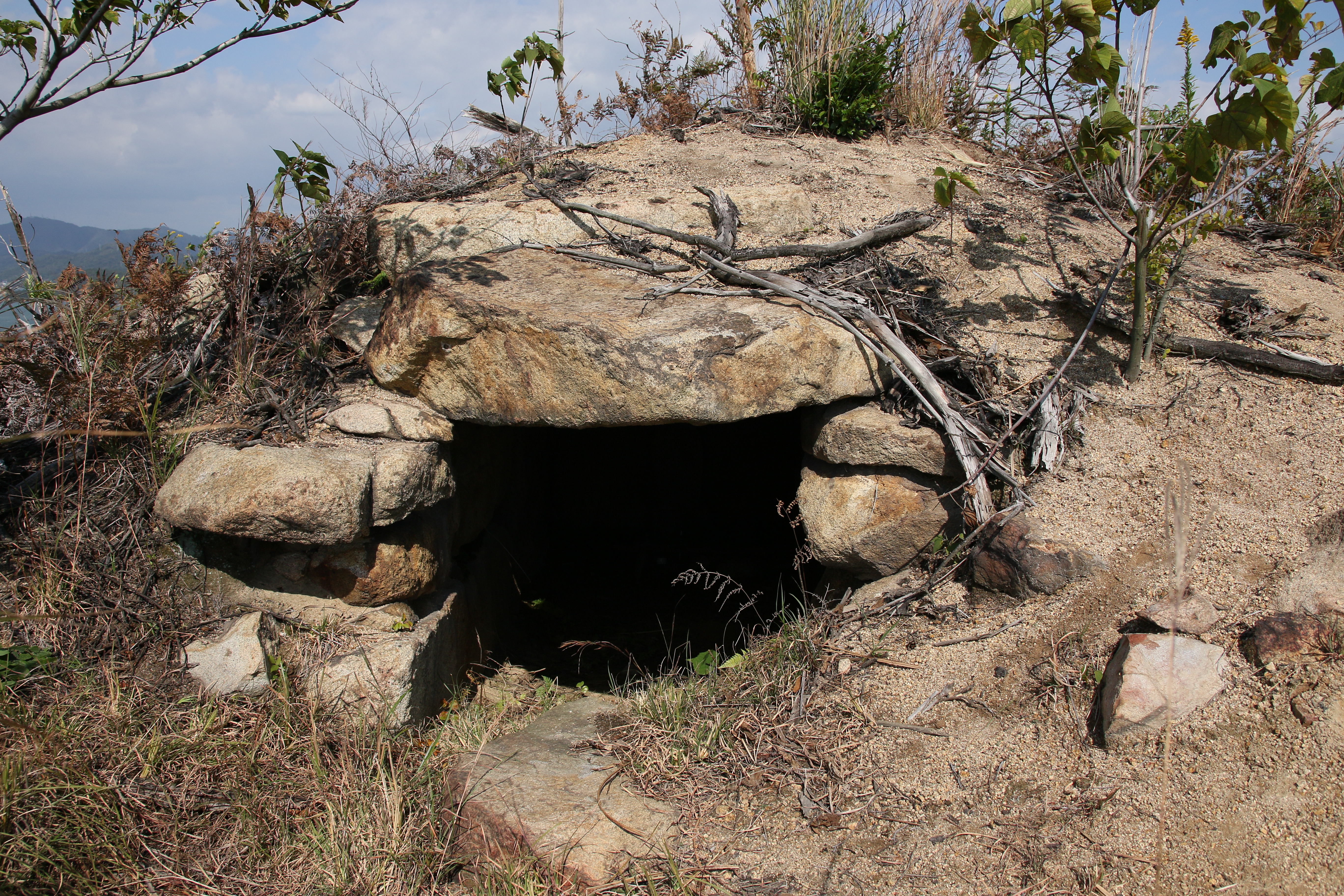
石島1号墳石室開口部
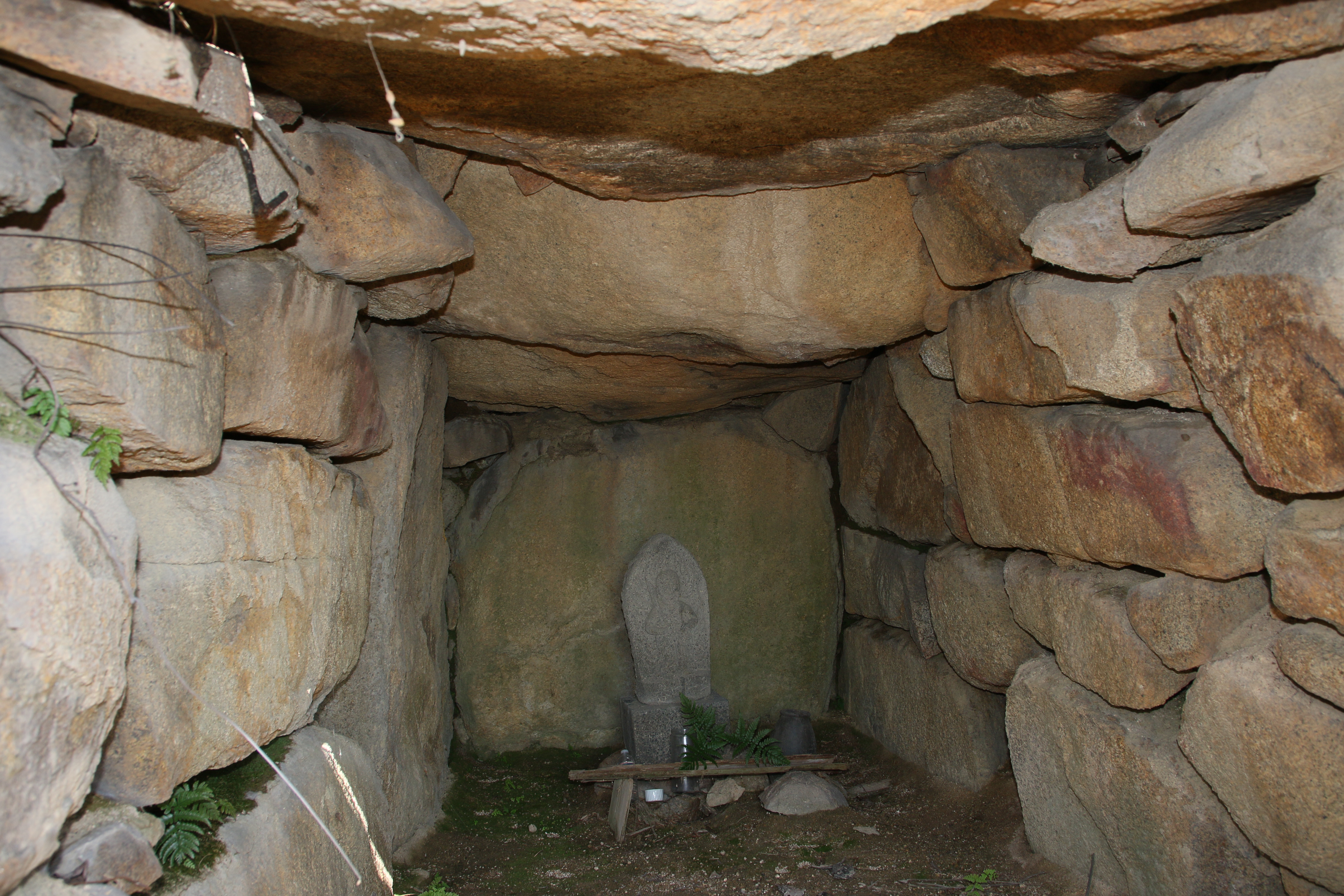
石島1号墳の横穴式石室
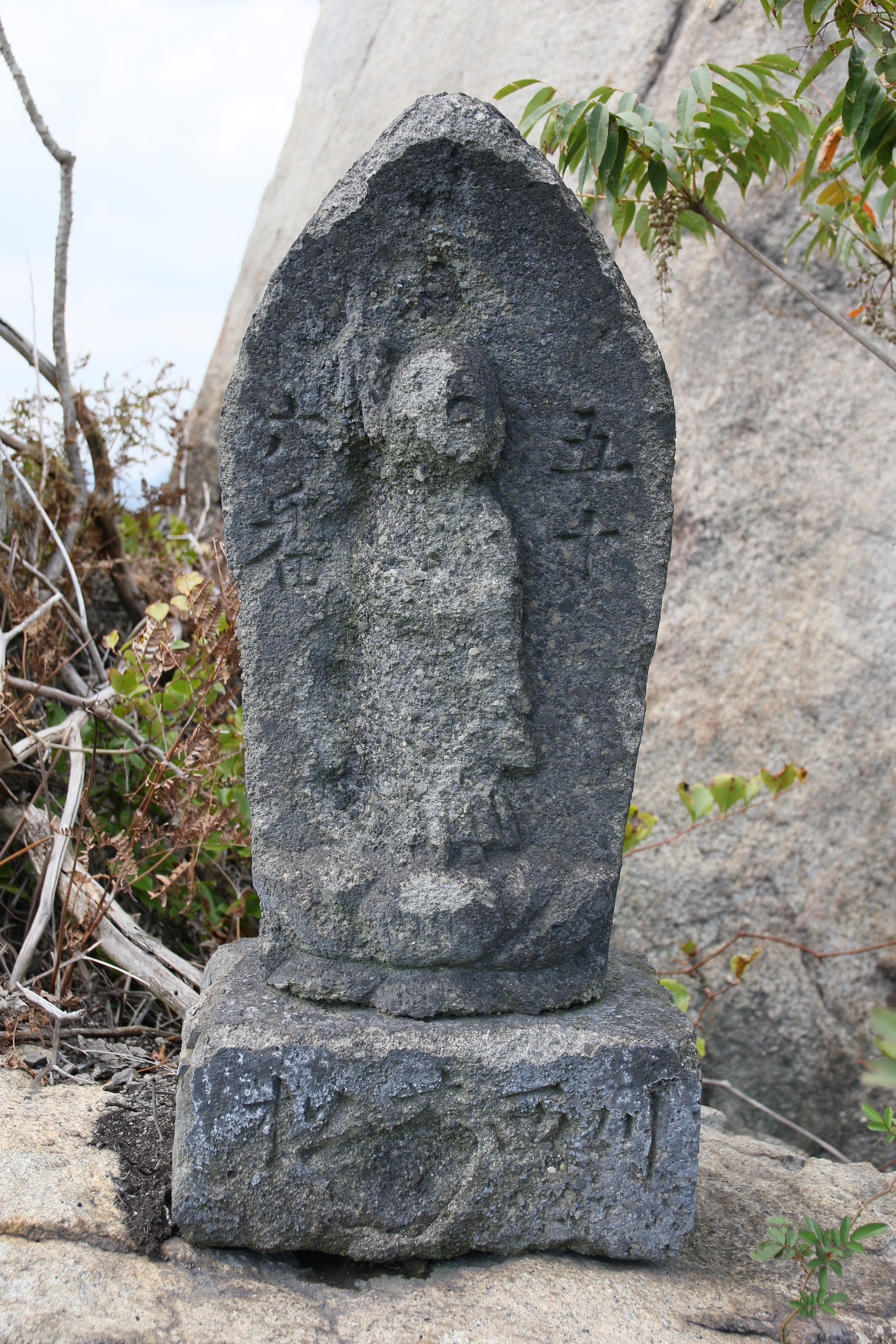
石島八十八石仏の五十六番
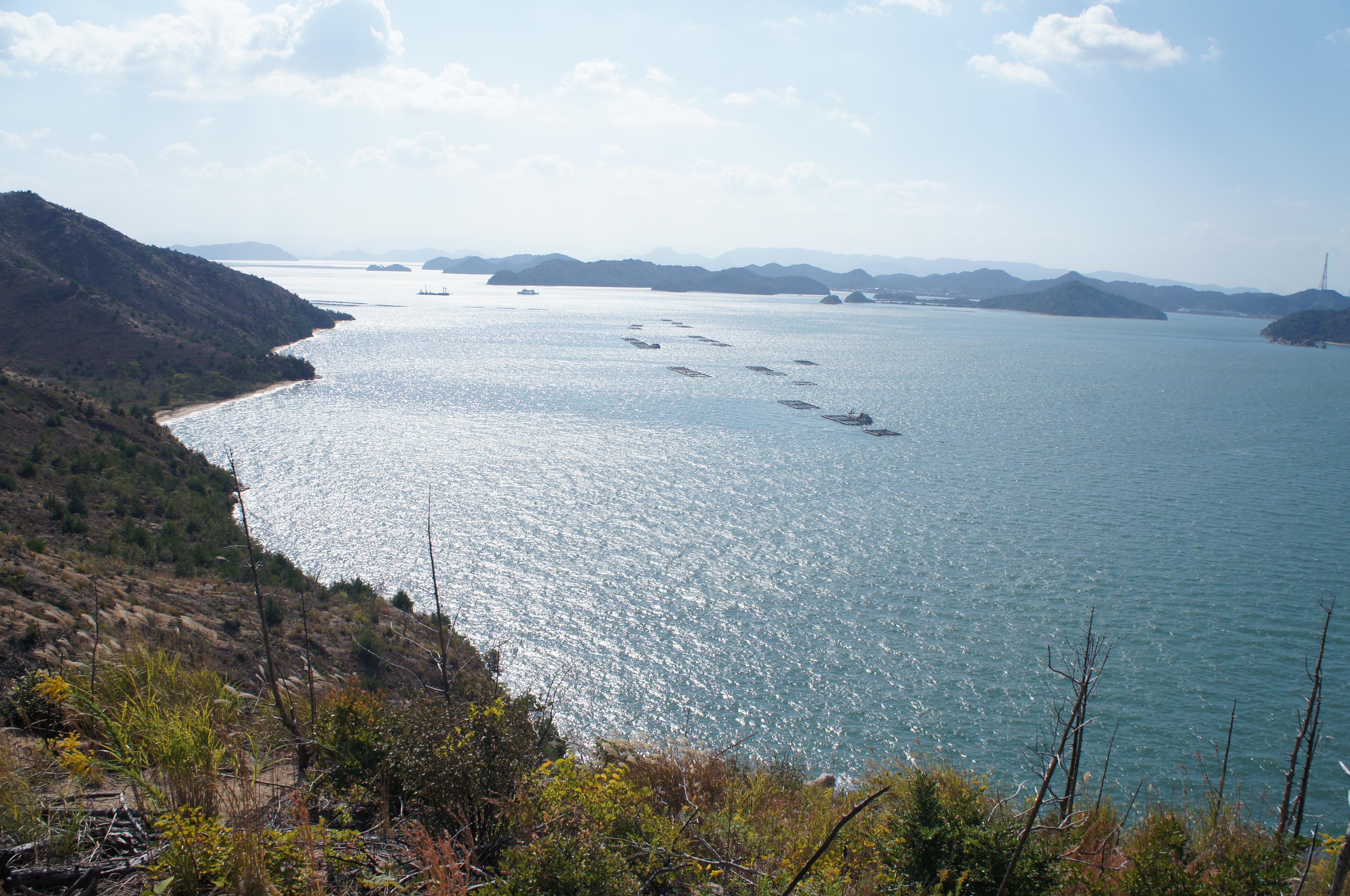
石島1号墳付近からの眺め
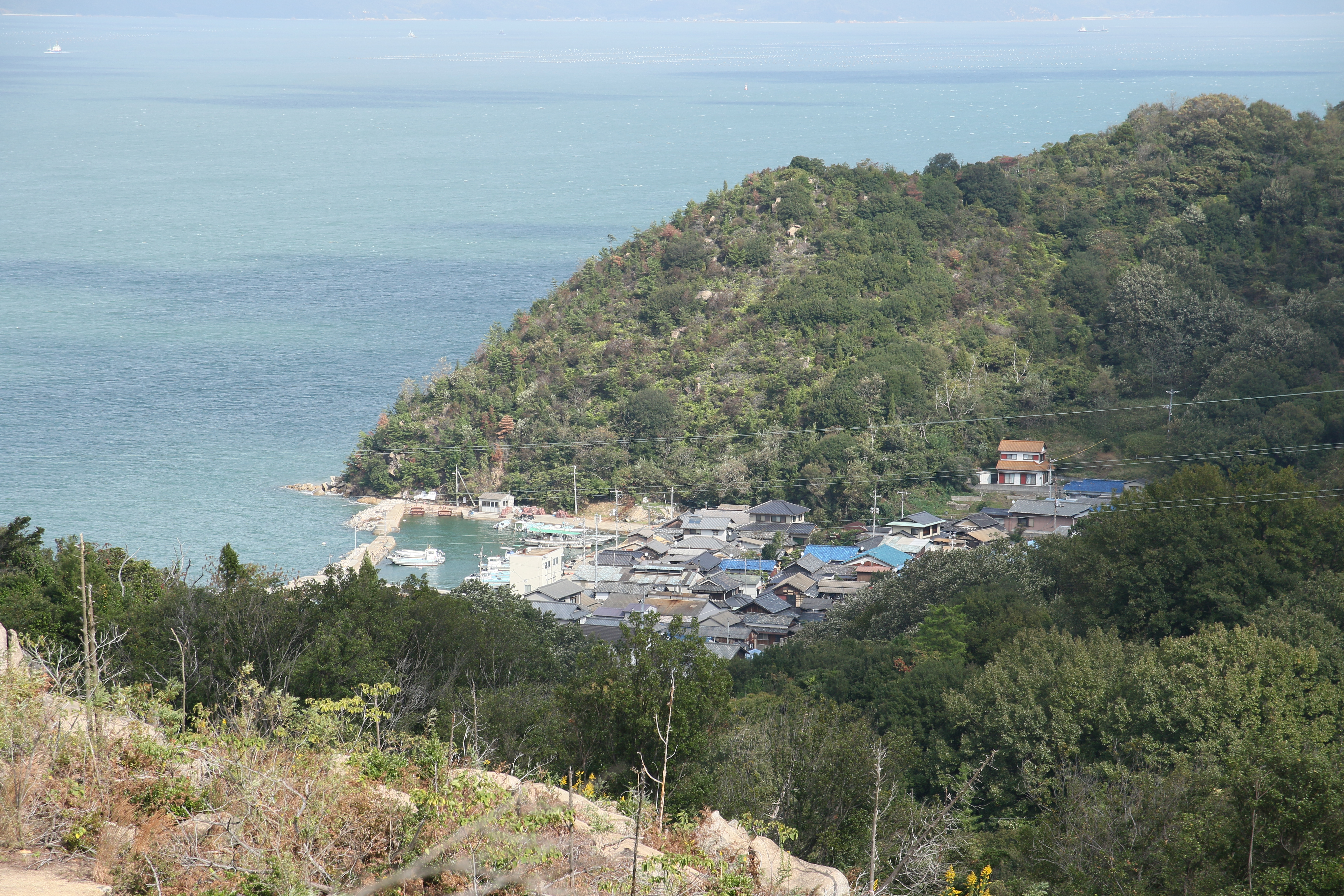
山上から眺めた石島の町並み